# Telecomandă

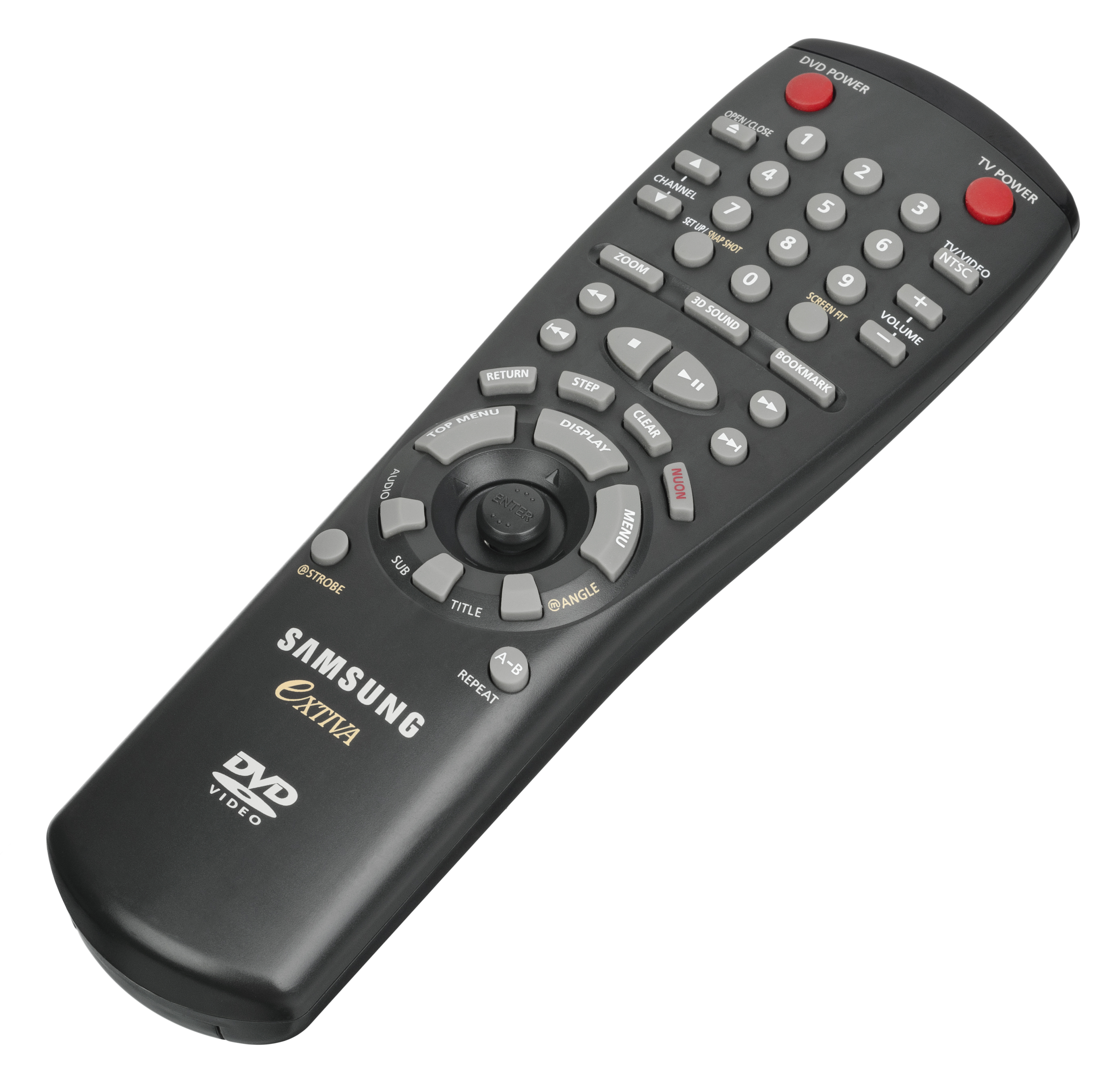
Un televizor Samsung Nuon N2000 și telecomandă DVD

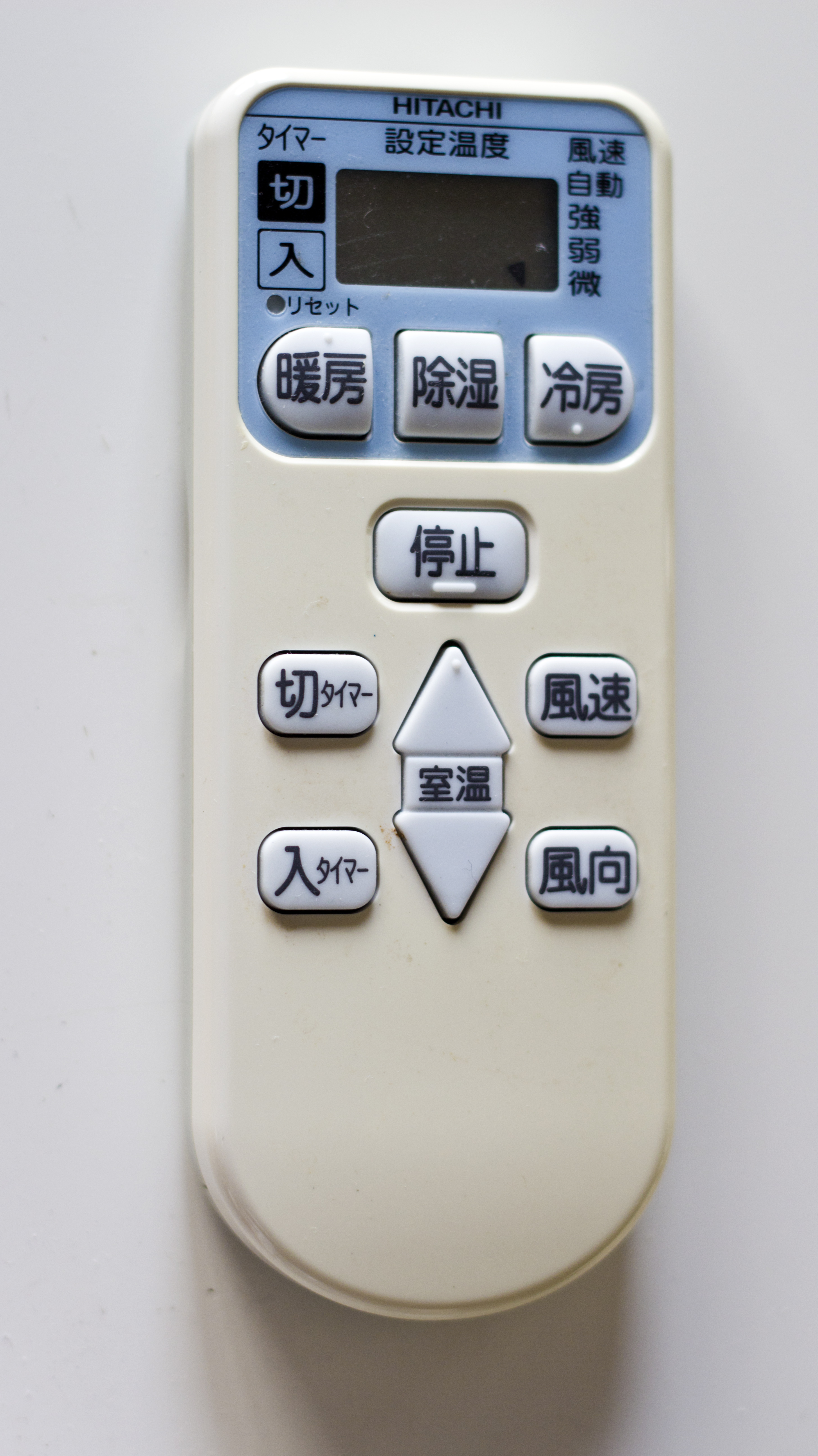
Telecomandă pentru unitatea de aer condiționat

În electronică, o telecomandă este un dispozitiv electronic utilizat pentru a comanda un alt dispozitiv de la distanță, de obicei fără fir. În electronicele de larg consum⁠(d), o telecomandă poate fi utilizată pentru a acționa dispozitive precum un televizor, un DVD player⁠(d) sau un alt aparat multimedia digital. O telecomandă poate permite operarea dispozitivelor care nu sunt la îndemână pentru operarea directă a comenzilor. Acestea funcționează cel mai bine atunci când sunt utilizate de la o distanță mică. Aceasta este în primul rând o caracteristică de confort pentru utilizator. În unele cazuri, telecomenzile permit unei persoane să opereze un dispozitiv pe care altfel nu l-ar putea atinge, cum ar fi atunci când un dispozitiv de deschidere a ușii de garaj⁠(d) este declanșat din exterior.

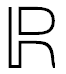
Simbolul standard utilizat pentru a indica faptul că utilizează infraroșu ca modalitate de trimitere a semnalului către dispozitive

Primele telecomenzi pentru televizoare (1956–1977) foloseau tonuri ultrasonice. În prezent, telecomenzile sunt de obicei dispozitive cu infraroșu destinate consumatorilor⁠(d), care trimit impulsuri de radiații infraroșii codificate digital. Acestea controlează funcții precum puterea, volumul, canalele, redarea, schimbarea track-ului, energia, viteza ventilatorului și diverse alte funcții. Comenzile la distanță pentru aceste dispozitive sunt, de obicei, mici obiecte portabile fără fir cu o serie de butoane. Acestea sunt utilizate pentru a regla diverse setări, cum ar fi canalul de televiziune, numărul track-ului și volumul. Codul telecomenzii și, prin urmare, telecomanda necesară, sunt de obicei specifice unei linii de produse. Cu toate acestea, există telecomenzi universale⁠(d), care imită telecomanda fabricată pentru majoritatea dispozitivelor de marcă majoră.
Telecomenzile din anii 2000 includ conectivitate Bluetooth sau Wi-Fi, capabilități bazate pe senzori de mișcare și control vocal⁠(d). Telecomenzile pentru televizoarele inteligente pot avea o tastatură autonomă pe partea din spate pentru a facilita tastarea și pot fi utilizate ca dispozitiv de indicare.